# Dalmau de Barberà
Dalmau de Barberà (Reus, inicis del segle XV - Reus, 1462) va ser un donzell o gentilhome català.
Els Barberà eren un llinatge de cavallers i donzells d'origen immemorial que al segle xiii es van establir al Burgar. Alguns membres de la família van passar a Reus. Dalmau de Barberà va ser senyor del Burgar a partir de 1446. El Burgar era un nucli de població proper a Reus donat a poblar el 1157 per Robert d'Aguiló i la seva muller Agnès, a Tomàs d'Aixemús, en feu de l'església de Tarragona. Per herència va arribar la possessió als Barberà. Dalmau de Barberà, quan va prendre possessió del senyoriu, es va negar a pagar els impostos a l'Arquebisbe de Tarragona que n'era en part senyor d'aquella terra. Pero Ximénez de Urrea, l'arquebisbe, era molt temut al Camp per les dures repressions al senyors i camperols, que es volien desvincular de la seva autoritat. Dalmau de Barberà va claudicar, i, sense deixar la senyoria del Burgar, va anar a viure a Reus, a la plaça de l'Església, en una casa que havia rebut del Cambrer de Reus, un senyor eclesiàstic, canonge de la Seu de Tarragona, que compartia la senyoria de la ciutat amb l'autoritat civil. Això fa pensar que s'havia reconciliat amb l'arquebisbe. Cap al 1462 va destinar part dels seus diners en fundar aniversaris pel seu pare, Pere de Barberà, també donzell, per la seva mare Francesca i per altres familiars seus difunts. Devia morir l'any següent, ja que Maria, la seva vídua, va fer inventari dels seus béns el 1463.